# Rhamnose
Rhamnose (kurz: Rha) ist ein natürlich vorkommender 6-Desoxy-Einfachzucker (Monosaccharid), der aus sechs Kohlenstoff-Atomen besteht (Hexose) und sich stereochemisch von der Mannose ableitet (6-Desoxymannose). 
Im Gegensatz zu den anderen natürlich vorkommenden Zuckern liegt dieser nur in der L-Form als Baustein von Pektin-Ketten vor. Aus Rhamnose werden auch einige Aromen synthetisiert. Seine Abbauprodukte sind mitverantwortlich für den Geruch des menschlichen Flatus.

α-L-Rhamnopyranose, die cyclische Pyranose-Form der L-Rhamnose.

Der Name leitet sich vom Vorkommen der L-Rhamnose in Kreuzdorngewächsen ab, deren botanische Name Rhamnaceae lautet.
Bezogen auf Saccharose hat eine 10%ige D-Rhamnoselösung eine Süßkraft von 33 %. Nasschemisch kann Rhamnose durch die Molisch-Probe nachgewiesen werden.